# Hans Urban (Politiker)

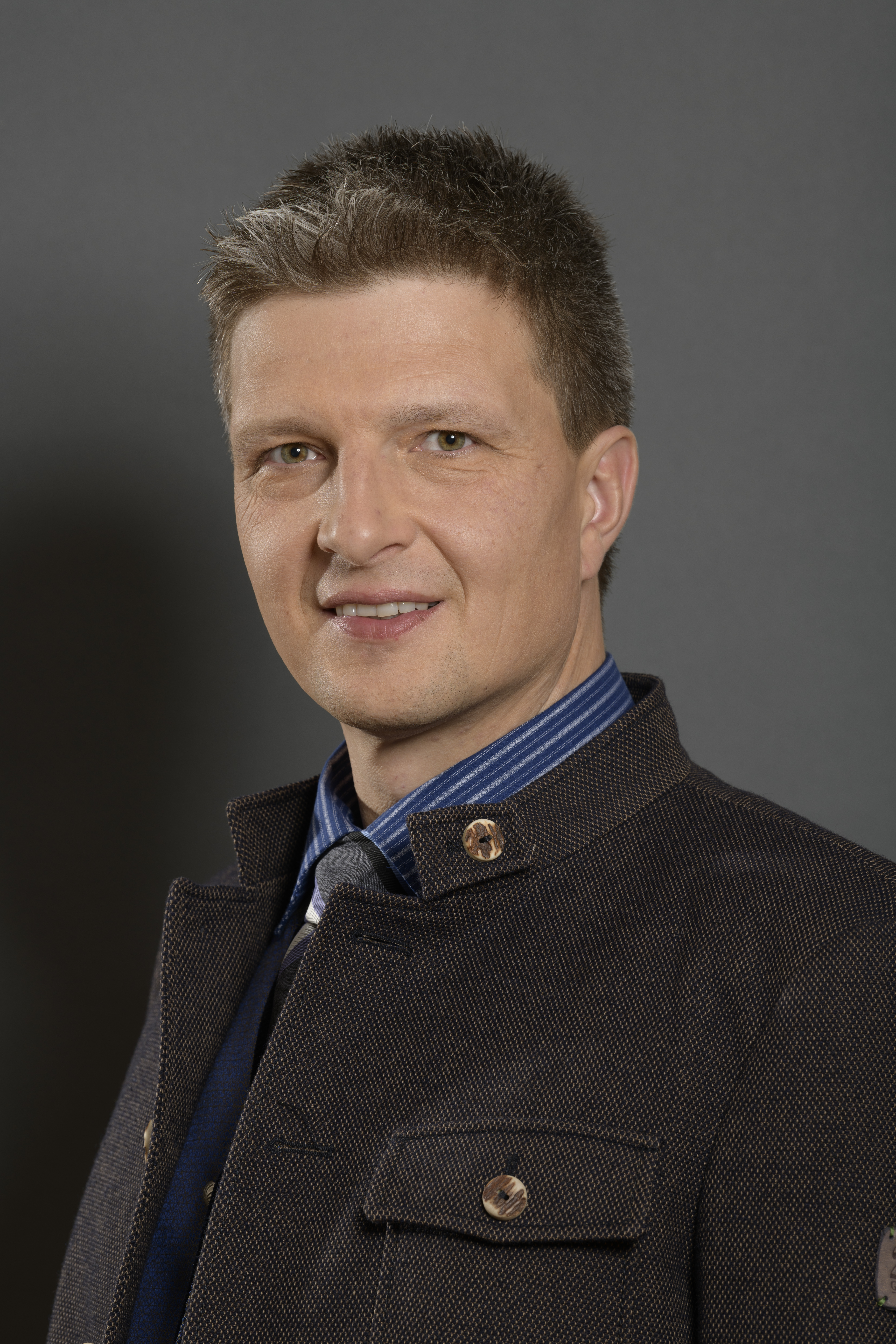

Hans Urban (* 19. August 1978 in Eurasburg) ist ein deutscher Politiker (Bündnis 90/Die Grünen). Er war von 2018 bis 2023 Abgeordneter des Bayerischen Landtages.

## Leben
Urban erlernte den Beruf des Zentralheizungs- und Lüftungsbauers. Gemeinsam mit seiner Ehefrau bewirtschaftet der Landwirtschaftsmeister (Stand 2019) einen Hof mit angeschlossener Metzgerei und einem Bioladen in Oberherrnhausen.
Urban trat Bündnis 90/Die Grünen im Jahr 2012 bei. Er wurde 2014 in den Gemeinderat von Eurasburg gewählt.
Obwohl er auf den Zweitstimmen-Stimmzetteln bei der Landtagswahl in Bayern 2018 lediglich auf der 36. Position der Grünen-Kandidaten im Wahlkreis Oberbayern aufgeführt war, erreichte Urban durch seine addierten Erststimmen im Stimmkreis Bad Tölz-Wolfratshausen, Garmisch-Partenkirchen genug Gesamtstimmen für den 16. Platz auf der Liste und den damit verbundenen Einzug in den Bayerischen Landtag. In der 18. Legislaturperiode war er Mitglied des Ausschusses für Ernährung, Landwirtschaft und Forsten sowie Mitglied des Beirates beim Unternehmen Bayerische Staatsforsten. Außerdem war er forst- und jagdpolitischer Sprecher der Landtagsfraktion Bündnis 90/Die Grünen. Des Weiteren war er Mitglied des Beirates beim Unternehmen Bayerische Staatsforsten. Nach der Landtagswahl 2023 schied er wieder aus dem Landtag aus.
Hans Urban ist verheiratet und hat drei Kinder. Er ist römisch-katholischer Konfession.

## Kritik
Urban wurde vom Amtsgericht Wolfratshausen im September 2021 zu einer Geldstrafe in Höhe von 70 Tagessätzen zu 150 € wegen falscher Verdächtigung und Nötigung verurteilt.
Auf seinem Hof in Eurasburg bei München fuhr ein Fahrzeug, welches für Google Street View Aufnahmen tätigen sollte.
Laut Urban hat ihn dort der 25-jährige Fahrer "umgefahren".
Der Anwalt des Landtagsabgeordneten, Andreas Hofreiter, äußert sich dahingehend, dass der Google-Mitarbeiter auf das Grundstück Urbans gefahren sei und bei dem Versuch zu wenden der Firmen-Pkw Urban „touchiert“ habe. In der Folge stand das Fahrzeug kurzfristig auf dem Fuß von Urban. Der Hofbesitzer habe sich dem Fahrer schließlich in den Weg gestellt, der Google-Mitarbeiter wiederum habe die Pkw-Bremse gelockert und der Corsa sei auf den Grünen-Politiker zugerollt „bis es zum Kontakt kam“. Daraufhin sei Urban gestürzt, „weil er den Fuß nicht mehr zwischen Boden und Frontschürze lösen konnte“
Als Beweismittel dienten zum einen Aufnahmen, welches das Fahrzeug mit dessen Dachkamera während des Vorganges fertigte und zum anderen ein Handyvideo des Fahrers.
Der 25-jährige Fahrer des Pkw stellte im Gegenzug eine Anzeige wegen Nötigung und Vortäuschung einer Straftat. Die Ermittlungen gegen den Fahrer wegen vorsätzlicher Körperverletzung wurden nach den Informationen der Zeitung „Merkur“ eingestellt.
Auf Antrag der Staatsanwaltschaft München II wurde am 25. Juni 2020 die politische Immunität des Abgeordneten durch eine Abstimmung im Bayerischen Landtag mit zwei Enthaltungen und keiner Gegenstimme aufgehoben.
Das Amtsgericht Wolfratshausen erließ gegen Urban einen Strafbefehl, welcher mit einer Zahlung von 10.500 € verknüpft war. Nach dem wirksamen Einspruch wurde die Strafe in einer späteren Hauptverhandlung vom Gericht bestätigt. Zwei Gutachter kamen übereinstimmend zu dem Ergebnis, dass die auf dem Handyvideo dokumentierten Sturzszenerien atypisch beziehungsweise alle von Urban willentlich herbeigeführt waren.
Nachdem sowohl Verteidigung als auch Staatsanwaltschaft die Berufung zurückgenommen haben, ist das Urteil rechtskräftig.